# Caroline Fouts
Caroline Fouts (* 8. September 2005 in Rye) ist eine US-amerikanische Squashspielerin.

## Karriere
Caroline Fouts spielte 2022 erstmals auf der PSA Squash Tour und stand im Saisonverlauf 2022/23 dank Wildcards in den Hauptfeldern des Cleveland Classics, des Tournament of Champions und der Weltmeisterschaft. Im Juni 2023 erreichte sie bei den Panamerikameisterschaften in Cartagena das Halbfinale im Einzel, in dem sie ihrer Landsfrau Marina Stefanoni unterlag. Mit Stefanoni, Olivia Clyne und Sabrina Sobhy wurde sie im Mannschaftswettbewerb Panamerikameisterin.
In der Saison 2023/24 gewann Fouts ihren ersten Titel, als sie das Qualifikationsturnier der Amerikazone für die Weltmeisterschaft gewann. Bei der Weltmeisterschaft selbst gewann sie ihre erste Runde gegen Nicole Bunyan, schied anschließend aber gegen Sivasangari Subramaniam aus. Im Dezember 2024 gehörte Fouts zum Kader der US-amerikanischen Nationalmannschaft bei der Weltmeisterschaft und wurde nach einer Finalniederlage gegen Ägypten Vizeweltmeisterin. Auf der Tour sicherte sie sich bislang insgesamt zwei Titel.
2024 begann sie ein Studium am Harvard College, für das sie auch im College Squash aktiv ist.

## Erfolge
- Vizeweltmeisterin mit der Mannschaft: 2024
- Panamerikameisterin mit der Mannschaft: 2023
- Gewonnene PSA-Titel: 2